# 比恩蒂纳
比恩蒂纳（義大利語：Bientina），是意大利托斯卡纳大区比萨省的一个市镇。总面积29.25平方公里，人口7495人，人口密度256.2人/平方公里（2009年）。ISTAT代码为050001。